# Seid
Seid (staroseversky seiðr) je forma čarodějnictví či magie, která byla praktikována předkřesťanskými Seveřany. Označuje se tak i rekonstrukce nebo nápodoba těchto praktik v germánském novopohanství. Používají se i anglicizované formy tohoto slova jako seidhr, seidh, seidr a další.
Původ seidu je často spatřován u sámských šamanů nojdů, může však mít i indoevropský původ. Podle Ságy o Ynglinzích byl seid běžně užíván božským rodem Vanů a Ásy s ním seznámila bohyně Freya. V Lokasenně obviňuje z jeho praktikování Loki Ódina a odsuzuje to jako zženštilé.